# アトラス発売のゲームタイトル一覧
アトラス発売のゲームタイトル一覧（アトラスはつばいのゲームタイトルいちらん）は、アトラス発売のゲームタイトル一覧である。それぞれ開発・販売した廉価版「アトラス・ベストコレクション」については当該項目を参照。

## 1980年代

### 1989年
- 11月 - パズルボーイ（GB）

## 1990年代

### 1990年
- 6月 - コスモタンク（GB）
- 11月 - パズルボーイズ（FC）
- 12月 - ポケットスタジアム（GB）

### 1991年
- 1月 - 突撃ばれいしょんず（GB）
- 4月 - ニューヨーク・ニャンキーズ（FC）
- 4月 - クイズまるごと The ワールド（PCE）
- 10月 - メソポタミア（PCE）
- 12月 - チキチキマシン猛レース（FC）

### 1992年
- 2月 - 雀偵物語2 宇宙探偵ディバン/出動編（PCE）
- 3月 - チキチキマシン猛レース（GB）
- 3月 - クイズまるごと The ワールド2 タイムマシンにおねがい!（PCE）
- 4月 - 雀偵物語2 宇宙探偵ディバン/完結編（PCE）
- 4月 - ブレイゾン（AC）
- 7月 - ブレイゾン（SFC）
- 7月 - 機甲警察メタルジャック（SFC）
- 10月 - 真・女神転生（SFC）[1]
- 12月 - 女神転生外伝 ラストバイブル（GB）

### 1993年
- 4月 - 雀偵物語3 セイバーエンジェル（PCE）
- 6月 - GP-1（SFC）
- 4月 - オーマイガァー!（AC）
- 11月 - 女神転生外伝 ラストバイブルII（GB）
- 11月 - 豪血寺一族（AC）
- 12月 - 真・女神転生（PCE）

### 1994年
- 1月 - 魔神転生（SFC）
- 3月 - カブキロックス（SFC）
- 3月 - 真・女神転生II（SFC）[1]
- 6月 - ななめでまじっく!（AC）
- 9月 - 豪血寺一族2（AC）
- 10月 - 豪血寺一族（SFC）
- 10月 - 真・女神転生if...（SFC）[1]
- 11月 - 豪血寺一族（MD）

### 1995年
- 2月 - 魔神転生II SPIRAL NEMESIS（SFC）
- 3月 - アナザ・バイブル（GB）
- 3月 - 旧約・女神転生（SFC）
- 5月 - 豪血寺一族2 ちょっとだけ最強伝説（PS）
- 5月 - 首領蜂（AC）
- 7月 - KAT'S RUN 全日本Kカー選手権（SFC）
- 7月 - プリント倶楽部（アーケード）[1]
- 9月 - 豪血寺一族外伝・最強伝説（AC）
- 11月 - 峠KING THE SPIRITS（SS）
- 12月 - ガンバード（PS/SS）
- 12月 - 鉄道王’96〜いくぜ億万長者!!（PS）
- 12月 - 真・女神転生デビルサマナー（SS）

### 1996年
- 2月 - プロ棋士人生シミュレーション 将棋の花道（SFC）
- 2月 - キャノンダンサー（AC）
- 3月 - マイ・ベスト・フレンズ St.アンドリュー女学園編（SS）
- 4月 - 真・女神転生 デビルサマナー 〜悪魔全書〜（SS）
- 4月 - 首領蜂（SS）
- 6月 - ストライカーズ1945（SS）
- 7月 - ストライカーズ1945（PS）
- 9月 - 女神異聞録ペルソナ（PS）
- 11月 - デジクロ デジタル・ナンバー・クロスワード（PS）
- 11月 - プリクラ大作戦（SS）
- 11月 - 戦国ブレード（SS）
- 12月 - HEAVEN’s GATE[注 1]（AC/PS）
- 12月 - ガレオス（PS）
- 12月 - Bloody bride いまどきのバンパイア（PS）

### 1997年
- 1月 - 峠MAX 最速ドリフトマスター（PS）
- 3月 - 怒首領蜂（AC）
- 4月 - 峠KING THE SPIRITS 2（SS）
- 5月 - グルーヴ オン ファイト 豪血寺一族3（SS）
- 8月 - 南方珀堂登場（PS/SS）
- 9月 - 怒首領蜂（SS）
- 9月 - 鉄道王2〜世界征服の野望〜（PS）
- 10月 - プリクラポケット 不完全女子高生マニュアル（GB）
- 10月 - RONDE －輪舞曲－（SS）
- 11月 - デビルサマナー ソウルハッカーズ（SS）
- 12月 - プリクラポケット2 彼氏改造大作戦（GB）
- 12月 - プリンセスクラウン（SS）
- 12月 - スノボキッズ（N64）
- 12月 - デビルサマナー ソウルハッカーズ 悪魔全書 第二集（SS）

### 1998年
- 1月 - スノーブレイク（PS）
- 3月 - ファイナルラウンド（PS）
- 3月 - REBUS レブス（PS）
- 4月 - 激走Grand Racing（PS）
- 4月 - エスプレイド（AC）
- 6月 - ダークメサイア（PS）
- 7月 - ソルディバイド（PS/SS）
- 8月 - トラップガンナー（PS）
- 9月 - 峠MAX2（PS）
- 11月 - ADVAN Racing アドバン・レーシング（PS）
- 12月 - サウザンドアームズ（PS）
- 12月 - プリクラポケット3 タレントデビュー大作戦（GB）

### 1999年
- 1月 - スノボキッズプラス（PS）
- 2月 - 超スノボキッズ（N64）
- 2月 - ハムスターパラダイス（GBC）
- 3月 - 女神転生外伝・ラストバイブル（GBC）
- 4月 - デビルサマナー ソウルハッカーズ（PS）
- 4月 - 女神転生外伝・ラストバイブルII（GBC）
- 6月 - ペルソナ2 罪（PS）
- 7月 - ぐわんげ（AC）
- 9月 - ぐるぐるガラクターズ（GBC）
- 10月 - ポケラー（PS）
- 11月 - グローランサー（PS）
- 11月 - 魔剣X（DC）

## 2000年代

### 2000年
- 1月 - 峠MAXG（PS）
- 3月 - ハムスターパラダイス2 ちゅー（GBC）
- 4月 - メカポケラー（PS）
- 4月 - ポケラーDX ブラック（PS）
- 4月 - ポケラーDX ピンク（PS）
- 4月 - スノポケラー（PS）
- 4月 - Primal Image Vol.1（PS2）
- 6月 - ペルソナ2 罰（PS）
- 8月 - ドン・キホーテが行く（GBC）
- 9月 - デスピリア（DC）
- 11月 - 真・女神転生 デビルチルドレン 赤の書（GBC）
- 11月 - 真・女神転生 デビルチルドレン 黒の書（GBC）
- 12月 - ハッピー!ハッピー!!ボーダーズ（PS2）
- 12月 - ぐるぐるタウンはなまるくん（PS）
- 12月 - ハローキティのおしゃべりタウン（PS）
- 12月 - ハムスターパラダイス3 ちゅりー（GBC）

### 2001年
- 2月 - アイシア（PS）
- 3月 - 爆熱ドッジボールファイターズ（GBA）
- 5月 - 真・女神転生（PS）
- 6月 - 魔剣爻（PS2）
- 7月 - グローランサーII（PS2）
- 7月 - 真・女神転生 デビルチルドレン 白の書（GBC）
- 9月 - ハムスターパラダイス4（GBC）
- 10月 - 峠3（PS2）
- 10月 - ハローキティのおしゃべりABC（PS）
- 11月 - BUSIN Wizardry Alternative（PS2）
- 11月 - くまのプーさん森のなかまと1・2・3（PS）
- 11月 - ミッキーとなかまたち　かずあそびいろいろ（PS）
- 12月 - グローランサーIII（PS2）
- 12月 - くまのプーさん森のともだち（PS）

### 2002年
- 2月 - くまのプーさん森のきょうしつ（PS）
- 2月 - ミッキー&ミニーマジカルキッチン（PS）
- 3月 - 真・女神転生II（PS）
- 3月 - 真・女神転生 デビルチルドレン 黒の書・赤の書（PS）
- 7月-ハムスターパラダイスあどばんちゅ（GBA）
- 11月 - プラレール鉄道ものしり百科（PS）
- 11月 - 動くトミカ図鑑（PS）
- 11月 - 真・女神転生 デビルチルドレン 光の書（GBA）
- 11月 - 真・女神転生 デビルチルドレン 闇の書（GBA）
- 12月 - 真・女神転生NINE（Xbox）
- 12月 - 峠R（Xbox）
- 12月 - 虹色ドッジボール（PS）
- 12月 - 真・女神転生if...（PS）

### 2003年
- 2月 - 真・女神転生III-NOCTURNE（PS2）
- 3月 - 真・女神転生（GBA）
- 5月 - 2003年開幕 がんばれ球界王 いわゆるプロ野球ですね〜（PS2）
- 7月 - ハムスターパラダイス ピュアハート（GBA）
- 7月 - 真・女神転生 デビルチルドレン パズルdeコール!（GBA）
- 9月 - 真・女神転生 デビルチルドレン 炎の書（GBA）
- 9月 - 真・女神転生 デビルチルドレン 氷の書（GBA）
- 9月 - 真・女神転生II（GBA）
- 11月 - BUSIN 0 Wizardry Alternative NEO（PS2）
- 12月 - グローランサーIV Wayfarer of the time（PS2）

### 2004年
- 1月 - 真・女神転生III-NOCTURNE マニアクス（PS2）
- 2月 - GUNBIRD 1&2（PS2）
- 3月 - ダウンタウン熱血物語ex（GBA）
- 3月 - ダブルドラゴン（GBA）
- 7月 - DIGITAL DEVIL SAGA アバタール・チューナー（PS2）
- 9月 - 九龍妖魔學園紀（PS2）
- 10月 - ステラデウス（PS2）

### 2005年
- 1月 - DIGITAL DEVIL SAGA アバタール・チューナー2（PS2）
- 3月 - グローランサーIV Return（PS2）
- 6月 - 超執刀 カドゥケウス（DS）
- 8月 - くにおくん熱血コレクション1（GBA）
- 9月 - プリンセスクラウン（PSP）
- 10月 - くにおくん熱血コレクション2（GBA）
- 11月 - スノボキッズ パーティー（DS）
- 11月 - みらくる! ぱんぞう 7つの星の宇宙海賊（GBA）
- 12月 - 真・女神転生 デビルサマナー（PSP）

### 2006年
- 2月 - くにおくん熱血コレクション3（GBA）
- 3月 - デビルサマナー 葛葉ライドウ 対 超力兵団（PS2）
- 7月 - ペルソナ3（PS2）
- 8月 - グローランサーV -Generations-（PS2）
- 9月 - 九龍妖魔學園紀：re:charge（PS2）
- 12月 - カドゥケウスZ 2つの超執刀（Wii）

### 2007年
- 1月 - 世界樹の迷宮（DS）
- 4月 - ペルソナ3 フェス（PS2）
- 5月 - オーディンスフィア（PS2）
- 6月 - グローランサーVI Precarious World（PS2）

### 2008年
- 1月 - カドゥケウス NEW BLOOD（Wii）
- 2月 - 世界樹の迷宮II 諸王の聖杯（DS）
- 7月 - ペルソナ4（PS2）
- 8月 - 救急救命 カドゥケウス2（DS）
- 10月 - デビルサマナー 葛葉ライドウ 対 アバドン王（PS2）

### 2009年
- 1月 - 女神異聞録デビルサバイバー（DS）
- 4月 - ペルソナ（PSP）
- 5月 - グローランサー（PSP）
- 7月 - 極上!!めちゃモテ委員長 クルモテ ガールズコンテスト！（AC）
- 7月 - 豪血寺一族 先祖供養（AC）
- 10月 - 真・女神転生 STRANGE JOURNEY（DS）
- 11月 - ペルソナ3 ポータブル（PSP）
- 11月 - エクシズ・フォルス（PSP）
- 12月 - ユグドラ・ユニゾン 聖剣武勇伝（DS）

## 2010年代

### 2010年
- 4月 - 世界樹の迷宮III 星海の来訪者（DS）
- 4月 - 東京鬼祓師 鴉乃杜學園奇譚（PSP）
- 4月 - ナイツ・イン・ザ・ナイトメア（PSP）
- 5月 - ブレイズ・ユニオン（PSP）
- 6月 - HOSPITAL. 6人の医師（Wii）
- 12月 - ラジアントヒストリア（DS）

### 2011年
- 2月 - キャサリン（PS3/Xbox 360）
- 4月 - ペルソナ2 罪（PSP）
- 6月 - グロリア・ユニオン（PSP）
- 7月 - ノーラと刻の工房 霧の森の魔女（DS）
- 7月 - デビルサバイバー2（DS）
- 8月 - グローランサーIV オーバーリローデッド（PSP）
- 9月 - デビルサバイバー オーバークロック（3DS）

### 2012年
- 3月 - ペルソナ4 ジ・アルティメット イン マヨナカアリーナ（AC）
- 5月 - ペルソナ2 罰（PSP）
- 6月 - ペルソナ4 ザ・ゴールデン（PS Vita）
- 7月 - 世界樹の迷宮IV 伝承の巨神（3DS）
- 7月 - ペルソナ4 ジ・アルティメット イン マヨナカアリーナ（PS3/Xbox 360）
- 8月 - デビルサマナー ソウルハッカーズ（3DS）

### 2013年
- 5月 - 真・女神転生IV（3DS）
- 6月 - 新・世界樹の迷宮 ミレニアムの少女（3DS）
- 7月 - ドラゴンズクラウン（PS3/PS Vita）
- 11月 - ペルソナ4 ジ・アルティマックス ウルトラスープレックスホールド（AC）

### 2014年
- 6月 - ペルソナQ シャドウ オブ ザ ラビリンス（3DS）
- 8月 - ペルソナ4 ジ・アルティマックス ウルトラスープレックスホールド（PS3）
- 11月 - 新・世界樹の迷宮2 ファフニールの騎士（3DS）

### 2015年
- 1月 - デビルサバイバー2 ブレイクレコード（3DS）
- 3月 - 世界樹と不思議のダンジョン（3DS）
- 6月 - ペルソナ4 ダンシング・オールナイト（PS Vita）

### 2016年
- 1月 - オーディンスフィア レイヴスラシル（PS4/PS3/PS Vita）
- 2月 - 真・女神転生IV FINAL（3DS）
- 8月 - 世界樹の迷宮V 長き神話の果て（3DS）
- 9月 - ペルソナ5（PS4/PS3）

### 2017年
- 6月 - ラジアントヒストリア パーフェクトクロノロジー（3DS）
- 8月 - 世界樹と不思議のダンジョン2（3DS）
- 10月 - 真・女神転生 DEEP STRANGE JOURNEY（3DS）

### 2018年
- 2月 - ドラゴンズクラウン・プロ（PS4）
- 5月 - ペルソナ3 ダンシング・ムーンナイト（PS4/PS Vita）
- 5月 - ペルソナ5 ダンシング・スターナイト（PS4/PS Vita）
- 8月 - 世界樹の迷宮X（3DS）
- 11月 - ペルソナQ2 ニュー シネマ ラビリンス（3DS）

### 2019年
- 2月 - キャサリン・フルボディ（PS4/PS Vita）
- 3月 - 十三機兵防衛圏 プロローグ（PS4）
- 10月 - ペルソナ5 ザ・ロイヤル（PS4）
- 11月 - 十三機兵防衛圏（PS4）

## 2020年代

### 2020年
- 2月 - ペルソナ5 スクランブル ザ・ファントム ストライカーズ（PS4/Switch）
- 6月 - ペルソナ4 ザ・ゴールデン（Steam）
- 7月 - キャサリン・フルボディ for Nintendo Switch（Switch）
- 10月 - 真・女神転生III NOCTURNE HD REMASTER（Switch/PS4）

### 2021年
- 2月 - ペルソナ5 スクランブル ザ・ファントム ストライカーズ（Steam）
- 5月 - 真・女神転生III NOCTURNE HD REMASTER（Steam）
- 11月 - 真・女神転生V（Switch）

### 2022年
- 3月 - ペルソナ4 ジ・アルティマックス ウルトラスープレックスホールド（PS4/Switch/Steam）
- 4月 - 十三機兵防衛圏 for Nintendo Switch（Switch）
- 8月 - ソウルハッカーズ2（PS5/PS4/Xbox Series X/S/Xbox One/Windows/Steam）
- 10月 - ペルソナ5 ザ・ロイヤル（Xbox Series X/S/Xbox One/Windows/PS5/Steam/Switch）

### 2023年
- 1月 - ペルソナ4 ザ・ゴールデン（Xbox Series/Xbox One/Windows/PS4/Switch）
- 1月 - ペルソナ3 ポータブル（Xbox Series/Xbox One/Windows/PS4/Steam/Switch）
- 6月 - 世界樹の迷宮I・II・III HD REMASTER（Switch/Steam）
- 11月 - ペルソナ5 タクティカ（PS4/PS5/Xbox Series/Xbox One/Switch/Steam）

### 2024年
- 2月 - ペルソナ3 リロード（PS4/PS5/Xbox Series/Xbox One/Steam）
- 3月 - ユニコーンオーバーロード（PS4/PS5/Xbox Series/Switch）
- 6月 - 真・女神転生V Vengeance（Switch/PS5/PS4/Xbox Series/Xbox One/Steam）
- 10月 - メタファー:リファンタジオ（PS4/PS5/Xbox Series/Windows/Steam）

### 2025年
- 6月 - RAIDOU Remastered: 超力兵団奇譚（Switch/Swich2/PS5/PS4/Xbox Series X/S/Steam）

## 開発中止タイトル
- EARLY REINS 荒野の天使たち（PS）

## 発売元が他社の関連タイトル
- 銀河伝承 ギャラクシーオデッセイ（FC）[3] - 1986年11月、イマジニアより発売。アトラス設立後の第1作目。
- デジタル・デビル物語 女神転生（FC） - 1987年9月、ナムコより発売。[3]
- バイオ戦士DAN インクリーザーとの闘い（FC） - 1987年9月、ジャレコより発売。[4]
- キングオブキングス（FC） - 1988年12月、ナムコより発売。[3]
- デジタル・デビル物語 女神転生II（FC） - 1990年4月、ナムコより発売。[3]